# Рай (Колорадо)
Рай (англ. Rye) — місто (англ. town) в США, в окрузі Пуебло штату Колорадо. Населення — 206 осіб (2020).

## Географія
Рай розташований за координатами 37°55′17″ пн. ш. 104°55′56″ зх. д. / 37.92139° пн. ш. 104.93222° зх. д. (37.921281, -104.932135).  За даними Бюро перепису населення США в 2010 році місто мало площу 0,25 км², уся площа — суходіл.

### Клімат
| Клімат : Рай                                         | Клімат : Рай | Клімат : Рай | Клімат : Рай | Клімат : Рай | Клімат : Рай | Клімат : Рай | Клімат : Рай | Клімат : Рай | Клімат : Рай | Клімат : Рай | Клімат : Рай | Клімат : Рай | Клімат : Рай |
| Показник                                             | Січ.         | Лют.         | Бер.         | Квіт.        | Трав.        | Черв.        | Лип.         | Серп.        | Вер.         | Жовт.        | Лист.        | Груд.        | Рік          |
| Абсолютний максимум, °C                              | 24,4         | 23,9         | 26,7         | 30,6         | 36,7         | 38,3         | 37,8         | 36,7         | 35,0         | 31,1         | 28,3         | 24,4         | 38,3         |
| Середній максимум, °C                                | 8,3          | 9,4          | 13,3         | 17,8         | 22,8         | 27,8         | 30,6         | 28,9         | 25,6         | 20,0         | 12,8         | 7,8          | 18,8         |
| Середній мінімум, °C                                 | −6,7         | −6,1         | −2,8         | 1,1          | 6,1          | 10,6         | 13,9         | 13,3         | 8,3          | 2,8          | −2,8         | −7,2         | 2,6          |
| Абсолютний мінімум, °C                               | −37,8        | −31,7        | −25,6        | −17,8        | −10          | −0,6         | 5,6          | 2,8          | −6,1         | −18,3        | −28,3        | −32,8        | −37,8        |
| Норма опадів, мм                                     | 21           | 24           | 50           | 55           | 46           | 39           | 51           | 60           | 24           | 30           | 30           | 28           | 458          |
| ---------------------------------------------------- | ------------ | ------------ | ------------ | ------------ | ------------ | ------------ | ------------ | ------------ | ------------ | ------------ | ------------ | ------------ | ------------ |
| Джерело: The Weather Channel, Weatherbase (snowfall) |              |              |              |              |              |              |              |              |              |              |              |              |              |

## Демографія
Згідно з переписом 2010 року, у місті мешкали 153 особи в 71 домогосподарстві у складі 44 родин. Густота населення становила 621 особа/км².  Було 115 помешкань (467/км²).
Расовий склад населення:
| - 94,8 % — білих - 1,3 % — корінних американців - 3,3 % — осіб інших рас |

До двох чи більше рас належало 0,7 %. Частка іспаномовних становила 15,0 % від усіх жителів.
За віковим діапазоном населення розподілялося таким чином: 20,3 % — особи молодші 18 років, 58,8 % — особи у віці 18—64 років, 20,9 % — особи у віці 65 років та старші. Медіана віку мешканця становила 48,4 року. На 100 осіб жіночої статі у місті припадало 115,5 чоловіків;  на 100 жінок у віці від 18 років та старших — 106,8 чоловіків також старших 18 років.
Середній дохід на одне домашнє господарство  становив 55 382 долари США (медіана — 55 938), а середній дохід на одну сім'ю — 64 403 долари (медіана — 56 563). За межею бідності перебувало 15,3 % осіб, у тому числі 13,5 % дітей у віці до 18 років та 10,0 % осіб у віці 65 років та старших.
Цивільне працевлаштоване населення становило 90 осіб. Основні галузі зайнятості: будівництво — 25,6 %, освіта, охорона здоров'я та соціальна допомога — 22,2 %, мистецтво, розваги та відпочинок — 16,7 %, науковці, спеціалісти, менеджери — 15,6 %.